# Milichus dudleyae
Milichus dudleyae är en skalbaggsart som beskrevs av Yves Cambefort 1996. Milichus dudleyae ingår i släktet Milichus och familjen bladhorningar. Inga underarter finns listade i Catalogue of Life.